# Maximilian Betzler
Maximilian Betzler, nemški general in vojaški veterinar, * 9. maj 1891, † 21. marec 1988.